# Campeonato del Mundo de patinaje de velocidad en línea 2008
El Campeonato Mundial de patinaje de velocidad en línea de 2008 tuvo lugar del 4 al 12 de septiembre de 2008 en Gijón, España. Fue el la segunda ocasión que la que el España organizó el campeonato mundial tras la edición de Pamplona 1998.
Los participantes más exitosos fueron Sara Sayasane para mujeres y Joey Mantia para hombres.

## Mujeres
| Distancia                   | Oro                                                    | Plata                                                                 | Bronce                                              |
| Pista                       | Pista                                                  | Pista                                                                 | Pista                                               |
| --------------------------- | ------------------------------------------------------ | --------------------------------------------------------------------- | --------------------------------------------------- |
| 300 m Contrarreloj          | Brittany Bowe                                          | Sara Sayasane                                                         | Jercy Puello                                        |
| 500 m Sprint                | Jercy Puello                                           | Sara Sayasane                                                         | Brittany Bowe                                       |
| 1.000 m Sprint              | Sara Sayasane                                          | Brittany Bowe                                                         | Jin-Seon Lim                                        |
| 10.000 m Puntos/Eliminación | Hyo-Sook Woo                                           | Nicole Begg                                                           | Hey-Mi Kim                                          |
| 15.000 m Eliminación        | Hyo-Sook Woo                                           | Nicole Begg                                                           | Silvina Posada                                      |
| 3.000 m Relevos             | Estados Unidos Brittany Bowe Sara Sayasane Emily Scott | Argentina Melisa Bonnet Natalia Artero Silvina Posada                 | Alemania · Sabine Berg · Jana Gegner · Lisa Kaluzni |
| Ruta                        |                                                        |                                                                       |                                                     |
| 200 m Contrarreloj          | Jennifer Caicedo                                       | Jercy Puello                                                          | Nicoletta Falcone                                   |
| 500 m Sprint                | Jercy Puello                                           | Jennifer Caicedo                                                      | Mi-Young Kim                                        |
| 10.000 m Puntos             | Hyo-Sook Woo                                           | Guo Dan                                                               | Yu-Ting Huang                                       |
| 20.000 m Eliminación        | Carolina Upegui                                        | Liana Holguín                                                         | Silvina Posada                                      |
| 5.000 m Relevos             | Estados Unidos Brittany Bowe Sara Sayasane Emily Scott | Colombia · Jennifer Caicedo · Liana Holguín · Carolina Upegui Quevedo | Corea del Sur Hyo-Sook Woo Ju-Hee Im Da-Som Lee     |
| Larga distancia             |                                                        |                                                                       |                                                     |
| 42.195 m Marathon           | Liana Holguín                                          | Sabine Berg                                                           | Giovanna Turchiarelli                               |

## Hombres
| Distancia                   | Oro                                                             | Plata                                                 | Bronce                                                    |
| Pista                       | Pista                                                           | Pista                                                 | Pista                                                     |
| --------------------------- | --------------------------------------------------------------- | ----------------------------------------------------- | --------------------------------------------------------- |
| 300 m Contrarreloj          | Kalon Dobbin                                                    | Kyung-Tae Kang                                        | Wouter Hebbrecht                                          |
| 500 m Sprint                | Andrés Muñoz                                                    | Nicolas Pelloquin                                     | Kalon Dobbin                                              |
| 1.000 m Sprint              | Jorge Cifuentes                                                 | Alexis Contin                                         | Joshua Wood                                               |
| 10.000 m Puntos/Eliminación | Yann Guyader                                                    | Patxi Peula                                           | Nelson Garzón                                             |
| 15.000 m Eliminación        | Alexis Contin                                                   | Fabio Francolini                                      | Matteo Amabili                                            |
| 3.000 m Relevos             | Italia · Andrea Zanetti · Fabio Francolini · Matteo Amabili     | Estados Unidos Joey Mantia Harry Vogel Sebastian Cano | Corea del Sur Myung-Kyu Lee Yoo-Jong Nam Min-Ho Kim       |
| Ruta                        |                                                                 |                                                       |                                                           |
| 200 m Contrarreloj          | Gregorio Duggento                                               | Juan Jardine                                          | Wouter Hebbrecht                                          |
| 500 m Sprint                | Joey Mantia                                                     | Juan Nayib Tobón                                      | Ezequiel Capellano                                        |
| 10.000 m Puntos             | Joey Mantia                                                     | Yoo-Jong Nam                                          | José Bastidas                                             |
| 20.000 m Eliminación        | Joey Mantia                                                     | Francesco Zangarini                                   | Yann Guyader                                              |
| 5.000 m Relevos             | Italia · Matteo Amabili · Luca Saggiorato · Francesco Zangarini | Estados Unidos Joey Mantia Joshua Wood Michael Cheek  | Colombia · Andrés Muñoz · Nelson Garzón · Jorge Cifuentes |
| Larga distancia             |                                                                 |                                                       |                                                           |
| 42.195 m Marathon           | Shane Dobbin                                                    | Julien Levrard                                        | Sergio Ali                                                |

## Medallero
| Pos. | País               | Oro | Plata | Bronce | Total |
| ---- | ------------------ | --- | ----- | ------ | ----- |
| 1.   | Colombia           | 7   | 5     | 3      | 15    |
| 2.   | Estados Unidos     | 7   | 5     | 2      | 14    |
| 3.   | Corea del Sur      | 3   | 2     | 5      | 10    |
| 4.   | Italia             | 3   | 2     | 3      | 8     |
| 5.   | Francia            | 2   | 3     | 1      | 6     |
| 6.   | Nueva Zelanda      | 2   | 2     | 1      | 5     |
| 7.   | Argentina          | 0   | 1     | 4      | 5     |
| 8.   | Alemania           | 0   | 1     | 1      | 2     |
| 8.   | Venezuela          | 0   | 1     | 1      | 2     |
| 10.  | China              | 0   | 1     | 0      | 1     |
| 10.  | España             | 0   | 1     | 0      | 1     |
| 12.  | Bélgica            | 0   | 0     | 2      | 2     |
| 13.  | República de China | 0   | 0     | 1      | 1     |